# Satzfigur
Die Satzfiguren bilden einen Teil der Stilmittel oder Rhetorischen Figuren. Sie bezeichnen alle Stilmittel, die eine besondere syntaktische Struktur hervorrufen, also den Satz als Ganzes verändern.

## Stilmittel
Folgende Stilmittel lassen sich den Satzfiguren zuordnen:
- Anakoluth
- Antilabe
- Akrostichon
- Aposiopese
- Chiasmus
- Correctio
- Trikolon (Dikolon)
- Distichon
- Enjambement
- Epanodos
- Epiphrase
- Exclamatio
- Hyperbaton
- Hypotaxe
- Hysteron-Proteron
- Imperativ
- Inkonzinnität
- Inversion
- Konzinnität
- Obsecratio
- Parallelismus (Rhetorik)
- Parataxe
- Redundanz
- Rhetorische Frage
- Solözismus
- Subiectio
- Synese
- Tetrakolon
- Trikolon